# Acará (Pará)
Acará es un municipio brasileño del  estado del Pará. Que forma parte de la microrregión de Tomé-Açu. Se localiza a una latitud 01º57'39" sur y a una longitud 48º11'48" oeste, a una altitud de 25 metros. Su población estimada en 2004 era de 60 039 habitantes. Posee un área de 4363,6 km². Tierra del inventor brasilero Júlio César Ribeiro de Sousa.

## Historia
Fue creado con las exploraciones portuguesas en dirección al interior del Estado utilizando ríos que al recorrer el río Acará fundaron la localidad, atraídos por la navegación fácil y tierras fértiles con abundante madera.
Fue ergida en 1958, por el gobernador Francisco Xavier de Mendonça Furtado, que la denominó como San José, siendo bautizada, originalmente como San José de Acará. En 1833 debido a la división del Estado en comarcas, perteneció a la comarca de la capital.
Por la Ley n.º 53, del 4 de septiembre de 1840, hubo otra división territorial en la parte bordeada por el río Acará, en la Parroquia de San José de Acará, y la parroquia de Nuestra Señora de la Sociedad de Cairary sobre el lado opuesto.
Con la Ley n.º 441 de 20 de agosto de 1864, se determinó que a parroquia de Moju y a la de Cairari fuesen anexadas al municipio de la Capital. 
Es la tierra de personas importantes como Juán Batista Gonçalves Campos, el famoso Cônego Batista Campos, reconocido como el gran articulador del movimiento revolucionario, conocido como Cabanagem y Júlio César, el pionero de la aviación.

## Geografía

### Distritos
Cuenta con tres distritos legalmente constituidos:
- Acará, como sede municipal
- Guajará-Mirim
- Jaguarari

### Hidrografía
- río Acará

### Carreteras
Existe apenas una Carretera Estatal: PA-252, actualmente existe también el Ramal de Alça Viária.

### Economía
El municipio de Acará es el principal productor brasilero de mandioca correspondendo al 2,3% de la producción nacional, con una producción estimada de 600 mil tonaladas por año.

## Administración
- Presidente cámara: Expedito Viana Bezerra (2007/2008)
- Prefecto del Municipio: Francisca Martins 2009/2012